# Filmfestival van Cartagena
Het Filmfestival van Cartagena (Spaans: Festival Internacional de Cine de Cartagena de Indias) of FICCI, is een Colombiaans filmfestival dat sinds 1959 jaarlijks gehouden wordt in Cartagena. Het filmfestival focust hoofdzakelijk op de promotie van Colombiaanse televisieseries en Latijns-Amerikaanse films en kortfilms. Het festival gaat elk jaar door in maart en is het oudste filmfestival in Latijns-Amerika.
Het filmfestival van Cartagena werd in 1959 opgericht door Victor Nieto die 48 jaar lang festivaldirecteur was tot 2008. Na zijn overlijden in november 2008 (op 92-jarige leeftijd) werd hij opgevolgd door Lina Paola Rodriguez.

## Winnaars beste film
| Jaar | Film                   | Regisseur                              | Land                   |
| ---- | ---------------------- | -------------------------------------- | ---------------------- |
| 1962 | O Pagador de Promessas | Anselmo Duarte                         | Vlag van Brazilië      |
| 1969 | El dependiente         | Leonardo Favio                         | Vlag van Argentinië    |
| 1972 | Juan Lamaglia y señora | Raúl de la Torre                       | Vlag van Argentinië    |
| 1973 | Espejismo              | Armando Robles Godoy                   | Vlag van Peru          |
| 1974 | Los siete locos        | Leopoldo Torre Nilsson                 | Vlag van Argentinië    |
| 1976 | Furtivos               | José Luis Borau                        | Vlag van Spanje        |
| 1977 | Cantata de Chile       | Humberto Solás                         | Vlag van Cuba          |
| 1979 | El pez que fuma        | Román Chalbaud                         | Vlag van Venezuela     |
| 1980 | El otro Francisco      | Sergio Giral                           | Vlag van Cuba          |
| 1985 | Oriana                 | Fina Torres                            | -                      |
| 1986 | Visa USA               | Lisandro Duque Naranjo                 | -                      |
| 1990 | La Tigra               | Camilo Luzuriaga                       | Vlag van Ecuador       |
| 1991 | Yo, la peor de todas   | María Luisa Bemberg                    | Vlag van Argentinië    |
| 1992 | Tacones lejanos        | Pedro Almodóvar                        | -                      |
| 1993 | O Corpo                | José Antonio Garcia                    | Vlag van Brazilië      |
| 1994 | La madre muerta        | Ana Álvarez                            | Vlag van Spanje        |
| 1998 | Bajo bandera           | Juan José Jusid                        | -                      |
| 2000 | Garage Olimpo          | Marco Bechis                           | -                      |
| 2000 | Orfeu                  | Carlos Diegues                         | Vlag van Brazilië      |
| 2001 | Eu Tu Eles             | Andrucha Waddington                    | Vlag van Brazilië      |
| 2002 | Lavoura Arcaica        | Luiz Fernando Carvalho                 | Vlag van Brazilië      |
| 2003 | Cidade de Deus         | Fernando Meirelles                     | Vlag van Brazilië      |
| 2004 | Carandiru              | Héctor Babenco                         | -                      |
| 2005 | Sumas y restas         | Víctor Gaviria                         | -                      |
| 2006 | La última luna         | Miguel Littín                          | -                      |
| 2007 | La edad de la peseta   | Pavel Giroud                           | -                      |
| 2008 | Maldeamores            | Carlitos Ruiz Ruiz, Mariem Pérez Riera | -                      |
| 2009 | Lake Tahoe             | Fernando Eimbcke                       | -                      |
| 2010 | Gigante                | Adrián Biniez                          | -                      |
| 2011 | Post Mortem            | Pablo Larraín                          | -                      |
| 2012 | El estudiante          | Santiago Mitre                         | Vlag van Argentinië    |
| 2013 | Tabu                   | Miguel Gomes                           | Vlag van Portugal      |
| 2014 | Tierra en la lengua    | Rubén Mendoza                          | Vlag van Colombia      |
| 2015 | Ixcanul                | Jayro Bustamante                       | Vlag van Guatemala     |
| 2016 | Neon Bull              | Gabriel Mascaro                        | Brazilië               |
| 2017 | Aquarius               | Kleber Mendonça Filho                  | Brazilië               |
| 2018 | Cocote                 | Nelson Carlo de los Santos Arias       | Dominicaanse Republiek |